# Grace O'Malley
Grace O'Malley em irlandês:  Gráinne Ní Mháille (Umhaill, 1530 – 1603) foi uma pirata irlandesa. Também era conhecida como Gráinne O'Malley (em irlandês "Gráinne Ní Mháille"). Era filha de Eoghan Dubhdara Ó Máille, lorde da dinastia Ó Máille, Grace se tornou uma figura histórica bem conhecida no século XVI, antecipando a atuação de outras piratas famosas como Anne Bonny e Mary Read.
Seu nome foi registrado em documentos ingleses contemporâneos de várias maneiras, como Gráinne O'Maly, Graney O'Mally, Granny ni Maille, Grany O'Mally, Grayn Ny Mayle, Grane ne Male, Grainy O'Maly e Granee O'Maillie, sendo todos eles versões de seu nome gaélico, Gráinne Ní Mháille. Após a morte do pai, ela assumiu a liderança das terras da família, bem como das atividades marítimas, ainda que tivesse um irmão, Dónal an Phíopa Ó Mháille. Seu casamento com Dónal an Chogaidh Ó Flaithbheartaigh lhe trouxe ainda mais fortuna e influência, tendo cerca de mil cabeças de gado e cavalos. Em 1593, seus filhos Tiobóid a Búrc (Tibbot Bourke) e Murchadh Ó Flaithbheartaigh (Murrough O'Flaherty), e seu meio-irmão Dónal an Phíopa foram feitos de reféns pelo governador inglês de Connacht, Richard Bingham e Grace navegou até a Inglaterra para pedir sua libertação diretamente à rainha Elizabeth I em sua corte, no Palácio de Placentia.

## Biografia

### Primeiros anos
Grace nasceu na Irlanda, na região de Umhaill, condado de Connacht, por volta de 1530, época em que o rei Henrique VIII era o Senhorio da Irlanda. Pelas leis do governo inglês, os semi-autônomos príncipes e lordes irlandeses eram deixados em uma independência parcial, o que mudaria em breve com a conquista da Irlanda pelos Tudor.
O pai de Grace, Eoghan Dubhdara Ó Máille, e sua família moravam em Clew Bay, Condado de Mayo. Ele era o 10º lorde da dinastia Ó Máille (O'Malley) e senhor de Umall, descendente de Maille mac Conall. Os Uí Mháille eram uma das famílias de marinheiros do condado de Connacht e eles construíram castelos por toda a costa de seu território. Controlavam a maior parte do território do que hoje é conhecido como baronato de Murrisk, no Condado de Mayo e reconheciam como seus senhores os Mac Uilliam Íochtair, da casa dos Bourkes, que controlavam grande parte do que hoje é o condado de Mayo. Os Bourkes (De Burca) eram originalmente anglo-normandos, mas que foram lentamente sento gaelicizados.
Sua mãe era Margaret ou Maeve, também uma Ní Mháille. Embora Grace fosse a única filha de seu pai com sua esposa, ela ainda tinha um meio irmão, Dónal na Píopa, filho de seu pai com outra mulher. Naquela época, os herdeiros masculinos seriam os escolhidos por seus pais para liderar os negócios da família, mas Grace foi reconhecida como sendo a representante legal da família tanto em terra quando no mar.
Com castelos em vários pontos do litoral de seu território, os Uí Mháille taxaram todos aqueles que pescaram em suas praias, incluindo pescadores de terras do outro lado do canal, na Inglaterra. O chefe da família era simplesmente chamado pelo sobrenome, Ó Máille (anglicizado para The O'Malley). O folclore local acredita que desde pequena, Grace desejava ir à Espanha com seu pai em negociações de comércio. Após lhe dizerem que ela não poderia ir porque seus cabelos longos poderiam se enroscar nas cordas do navio, ela o cortou bem curto na tentativa de convencer o pai a deixá-la ir. isso lhe renderia o apelido de "Gráinne Mhaol" (Pronúncia irlandesa: [ˈɡˠɾˠɑːnʲə wɨːlˠ], no qual maol significa careca ou cabelo bem curto. O apelido pode também ter sido derivado de "Gráinne Umhaill" ("Gráinne of Umhall", Umhall sendo o distrito histórico a leste de Connacht dominado pelos Uí Mháille).
Quando criança, ela provavelmente viveu nas casas da família em Belclare e em Clare Island, mas é provável que ela tenha sido criada por outra família, uma tutela que era comum entre a nobreza irlandesa da época. Ela deve ter sido educada formalmente, já que acredita-se que falava latim, idioma que usou para conversar com Elizabeth I em 1593.

### Casamento com O'Flaherty
Grace se casou em 1546 com Dónal an Chogaidh Ó Flaithbheartaigh, herdeiro dos Ó Flaithbheartaigh (O'Flaherty), o que teria sido vantajoso politicamente para ambas as famílias. A ideia era, um dia, poder governar a região de Iar Connacht, o equivalente à moderna região irlandesa de Connemara.
Ela teve três filhos Dónal:

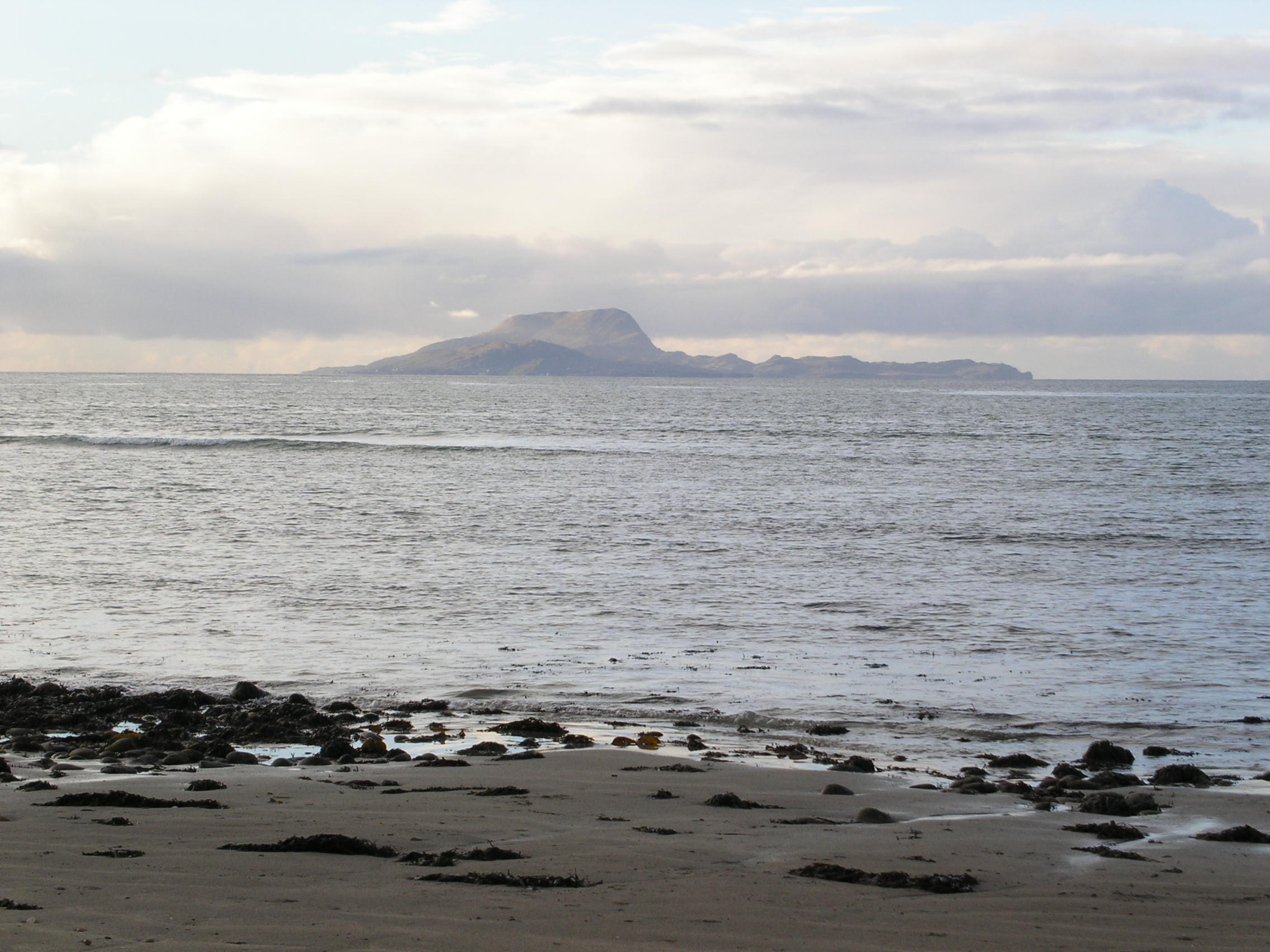
Clare Island, associada com Gráinne O'Malley

- Eoghan (Owen): o mais velho, foi enganado por Richard Bingham e assassinado, tendo seu castelo tomado por Richard.[2]
- Méadhbh (Maeve): dizem que se parecia muito com sua mãe e ela se casou com Ricard Deamhan an Chorráin a Búrc, com quem teve vários filhos e dizem que o casal era muito próximo.[2]
- Murchadh (Murrough): dizem que puxou ao pai, gostando das guerras. Costumava bater na irmã e desobedecia sua mãe frequentemente. Várias fontes atestam que ele teria traído a família e se juntado às forças de Richard Bingham depois de seu irmão Owen ter sido morto. Quando Grace soube disso, ela jurou nunca mais falar com o filho.[2]

Em 1565, Dónal foi morto em uma emboscada enquanto caçava nos arredores do Lago Corrib. Grace então retornou para Clare Island, onde fixou residência e juntou suas forças. Ela teria tomado um marinheiro que salvou de um naufrágio como seu amante, mas ele foi morto pouco depois, fato pelo qual ela buscou vingança ao atacar o Castelo Donna.

### Casamento com Burke

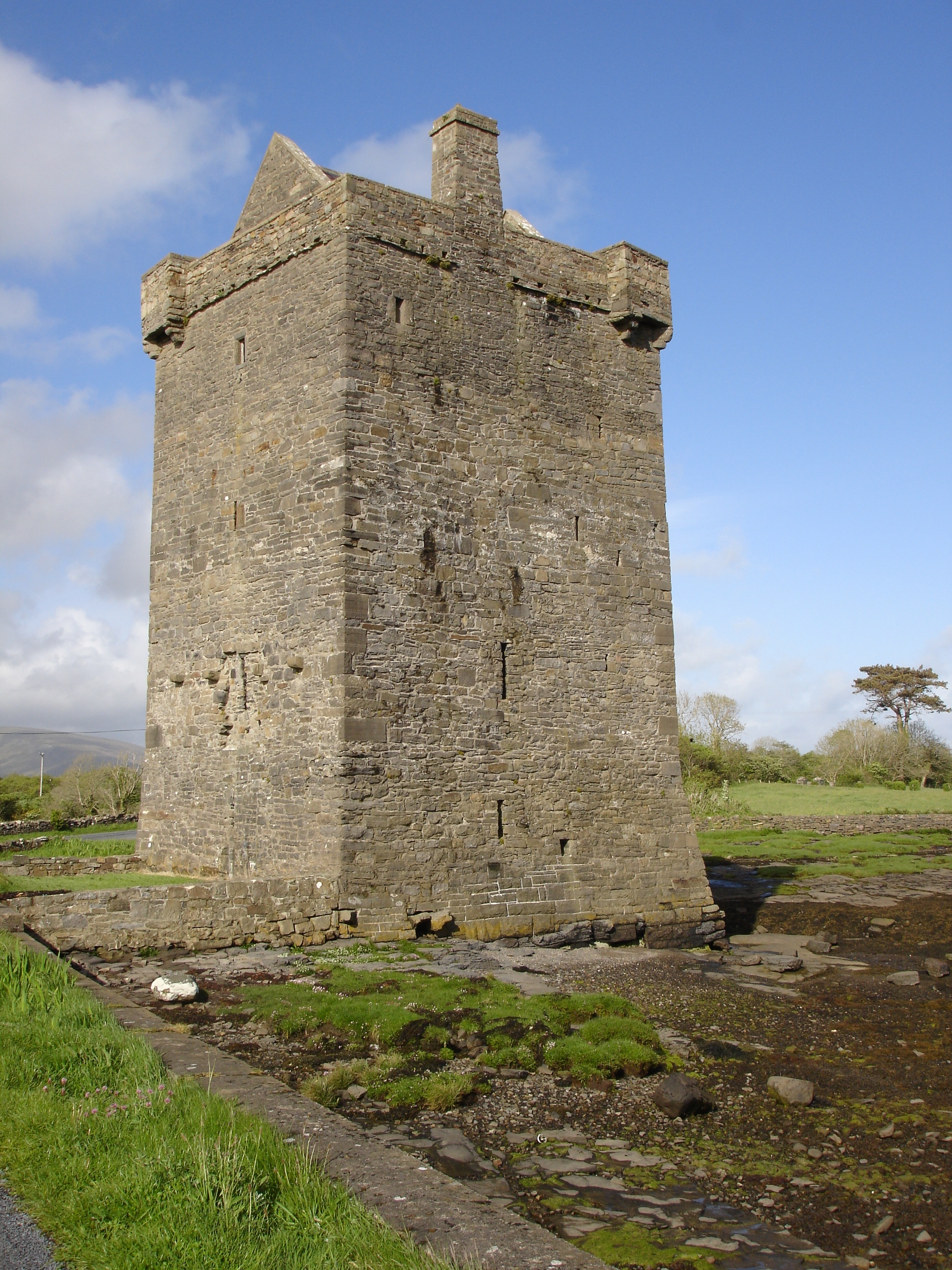
Rockfleet Castle

Em 1566, Grace se casou novamente, com Risdeárd an Iarainn Bourke, com quem teve um filho, Tibbot ne Long Bourke, 1º Visconde de Mayo. Ainda buscando vingança pela morte do marido, Grace navegou até Ballycroy e atacou a guarnição do Castelo Donna, suprimindo suas defesas e tomando o castelo para si. Seu ataque contra os MacMahons não foi o primeiro a interromper as orações da família na igreja.
A lenda conta que um outro senhor de terra roubou algo de sua propriedade e fugiu para se esconder em uma igreja. Ela então foi atrás dele, determinada a fazê-lo se render ou a matá-lo de fome. O ladrão cavou um túnel e escapou, no entanto, o eremita que cuidava da igreja teria quebrado seu voto de silêncio para repreendê-la por tentar prejudicar alguém que havia procurado refúgio. Sua resposta a ele não foi registrada.

## Morte
Grace provavelmente morreu em seu castelo em Rockfleet, por volta de 1603, aos 70 anos. Este foi o mesmo ano de morte da rainha Elizabeth I. O local usual de sepultamento dos Ní Mháille era a abadia da Ilha Clare, mas não se sabe exatamente onde Grace foi sepultada.